# کلا (بهشهر)
کُلا، روستایی است از توابع بخش یانه‌سر شهرستان بهشهر در استان مازندران ایران.

## جمعیت
این روستا در دهستان عشرستاق قرار دارد و براساس سرشماری مرکز آمار ایران در سال ۱۳۸۵، جمعیت آن ۹۹ نفر (۳۵خانوار) بوده‌است. مردم کلا از قومیت طبری هستند. مردم کلا به زبان طبری (مازندرانی) سخن می‌گویند.